# Mary Gabriel
Mary Gabriel es una historiadora y escritora estadounidense. Es autora de Love and Capital: Karl and Jenny Marx and the Birth of a Revolution, sobre Karl Marx y su esposa Jenny von Westphalen. Fue finalista del Premio Pulitzer, del Premio Nacional del Libro y del Premio del Círculo Nacional de Críticos del Libro. Según WorldCat, el libro se encuentra en 985 bibliotecas. También escribió Notorious Victoria: The Life of Victoria Woodhull, Uncensored, sobre la sufragista Victoria Woodhull, y The Art of Acquiring: A Portrait of Etta y Claribel Cone, sobre coleccionistas y viajeras de las hermanas Cone .  Su cuarto libro, Ninth Street Women : Lee Krasner, Elaine de Kooning, Grace Hartigan, Joan Mitchell, and Helen Frankenthaler — Five Painters and the Movement That Changed Modern Art, se publicó en septiembre de 2018. Mary Gabriel se educó en Estados Unidos y Francia y trabajó en Washington y Londres como editora de Reuters durante casi dos décadas. Gabriel recibió en 2022 el Premio NYU/Fundación Axinn.

## Libros
- Notorious Victoria: The Uncensored Life of Victoria Woodhull - Visionary, Suffragist, and First Woman to Run for President. Algonquin Books, 1998.
- The Art of Acquiring: A Portrait of Etta & Claribel Cone. Bancroft Press, 2002.
- Love and Capital: Karl and Jenny Marx and the Birth of a Revolution. Hachette, 2011.
- Ninth Street Women: Lee Krasner, Elaine de Kooning, Grace Hartigan, Joan Mitchell, and Helen Frankenthaler: Five Painters and the Movement That Changed Modern Art. Little, Brown & Company, 2018.
- Madonna: A Rebel Life.  Little, Brown & Company, 2023.